# Eldad Ginnosar
Eldad Ginnosar „Gino” (hebr. אלדד גינוסר; ur. 14 czerwca 1981) – izraelski brydżysta, World Life Master (WBF), European Master oraz European Champion w kategorii Open (EBL).

## Wyniki brydżowe

### Olimpiady
Na olimpiadach uzyskał następujące rezultaty:
| Olimpiady brydżowe. Zawody teamów | Olimpiady brydżowe. Zawody teamów | Olimpiady brydżowe. Zawody teamów | Olimpiady brydżowe. Zawody teamów | Olimpiady brydżowe. Zawody teamów | Olimpiady brydżowe. Zawody teamów |
| Rok                               | Miejsce                           | Zawody                            | Kategoria                         | Drużyna                           | Pozycja                           |
| --------------------------------- | --------------------------------- | --------------------------------- | --------------------------------- | --------------------------------- | --------------------------------- |
| 2012                              | Lille                             | 2. Olimpiada Sportów Umysłowych   | Open                              | Israel                            | 9                                 |
| 2008                              | Pekin                             | 1. Olimpiada Sportów Umysłowych   | Open                              | Israel                            | 9                                 |

### Zawody światowe
W światowych zawodach zdobył następujące lokaty:
| Mistrzostwa Świata. Konkurencja teamów | Mistrzostwa Świata. Konkurencja teamów | Mistrzostwa Świata. Konkurencja teamów          | Mistrzostwa Świata. Konkurencja teamów | Mistrzostwa Świata. Konkurencja teamów | Mistrzostwa Świata. Konkurencja teamów |
| Rok                                    | Miejsce                                | Zawody                                          | Kategoria                              | Drużyna                                | Pozycja                                |
| -------------------------------------- | -------------------------------------- | ----------------------------------------------- | -------------------------------------- | -------------------------------------- | -------------------------------------- |
| 2014                                   | Sanya                                  | 14. Seria Mistrzostw Świata                     | Miksty                                 | Barr                                   | 17                                     |
| 2014                                   | Sanya                                  | 14. Seria Mistrzostw Świata                     | Open                                   | Weinstein                              | 9                                      |
| 2012                                   | Lille                                  | 5. Otwarte Mistrzostwa Świata Teamów Mikstowych | Miksty                                 | Ronpa                                  | 41                                     |
| 2011                                   | Veldhoven                              | 40. Mistrzostwa Świata Teamów                   | Open                                   | Israel                                 | 5                                      |
| 2010                                   | Filadelfia                             | 13. Seria Mistrzostw Świata                     | Open                                   | Wolfson                                | 4                                      |
| 2006                                   | Bangkok                                | 11. Młodzieżowe Mistrzostwa Świata Teamów       | Juniorzy                               | Israel                                 | 6                                      |
| 2006                                   | Werona                                 | 12. Mistrzostwa Świata                          | Open                                   | Yadlin                                 | 3                                      |
| 2005                                   | Sydney                                 | 10. Młodzieżowe Mistrzostwa Świata Teamów       | Juniorzy                               | Israel                                 | 8                                      |

| Mistrzostwa Świata. Konkurencja par | Mistrzostwa Świata. Konkurencja par | Mistrzostwa Świata. Konkurencja par   | Mistrzostwa Świata. Konkurencja par | Mistrzostwa Świata. Konkurencja par | Mistrzostwa Świata. Konkurencja par |
| Rok                                 | Miejsce                             | Zawody                                | Kategoria                           | Partner                             | Pozycja                             |
| ----------------------------------- | ----------------------------------- | ------------------------------------- | ----------------------------------- | ----------------------------------- | ----------------------------------- |
| 2014                                | Sanya                               | 14. Seria Mistrzostw Świata           | Open                                | Nikolay Demirev                     | 94                                  |
| 2014                                | Sanya                               | 14. Seria Mistrzostw Świata           | Miksty                              | Roni Barr                           | 91                                  |
| 2010                                | Filadelfia                          | 13. Mistrzostwa Świata                | Open                                | Ron Pachtman                        | 28                                  |
| 2006                                | Pieszczany                          | 6. Młodzieżowe Mistrzostwa Świata Par | Juniorzy                            | Steve de Ross                       | 11                                  |
| 2006                                | Werona                              | 12. Mistrzostwa Świata                | Open                                | Melih Özdil                         | 17                                  |
| 2003                                | Tata                                | 5. Młodzieżowe Mistrzostwa Świata Par | Juniorzy                            | Ofir Reszef                         | 23                                  |
| 2001                                | Stargard                            | 4. Mistrzostwa Świata Par Juniorów    | Juniorzy                            | Ofir Reszef                         | 35                                  |
| 1999                                | Nymburk                             | 3. Mistrzostwa Świata Par Juniorów    | Juniorzy                            | Ofir Reszef                         | 122                                 |

### Zawody europejskie
W europejskich zawodach zdobył następujące lokaty:
| Zawody europejskie. Konkurencja teamów | Zawody europejskie. Konkurencja teamów | Zawody europejskie. Konkurencja teamów    | Zawody europejskie. Konkurencja teamów | Zawody europejskie. Konkurencja teamów | Zawody europejskie. Konkurencja teamów |
| Rok                                    | Miejsce                                | Zawody                                    | Kategoria                              | Drużyna                                | Pozycja                                |
| -------------------------------------- | -------------------------------------- | ----------------------------------------- | -------------------------------------- | -------------------------------------- | -------------------------------------- |
| 2013                                   | Ostenda                                | 6. Otwarte Mistrzostwa Europy             | Miksty                                 | Pachtman                               | 36                                     |
| 2013                                   | Ostenda                                | 6. Otwarte Mistrzostwa Europy             | Open                                   | Israel Emerald                         | 21                                     |
| 2012                                   | Ejlat                                  | 11. Puchar Europy                         | Open                                   | Israel Blue                            | 5                                      |
| 2010                                   | Izmir                                  | 9. Puchar Europy Teamów                   | Open                                   | Berket–Isr                             | 9                                      |
| 2010                                   | Ostenda                                | 50. Mistrzostwa Europy Teamów             | Open                                   | Israel                                 | 3                                      |
| 2009                                   | San Remo                               | 4. Otwarte Mistrzostwa Europy             | Open                                   | Bessis                                 | 33                                     |
| 2008                                   | Pau                                    | 49. Mistrzostwa Europy Teamów             | Open                                   | Israel                                 | 16                                     |
| 2007                                   | Antalya                                | 3. Otwarte Mistrzostwa Europy             | Open                                   | Bessis                                 | 1                                      |
| 2005                                   | Riccione                               | 20. Młodzieżowe Mistrzostwa Europy Teamów | Juniorzy                               | Israel                                 | 6                                      |
| 2005                                   | Teneryfa                               | 2. Otwarte Mistrzostwa Europy             | Open                                   | Ozdil                                  | 3                                      |
| 2004                                   | Praga                                  | 19. Młodzieżowe Mistrzostwa Europy Teamów | Juniorzy                               | Israel                                 | 2                                      |
| 2004                                   | Malmö                                  | 47. Mistrzostwa Europy Teamów             | Seniorzy                               | Israel                                 | 14                                     |
| 2002                                   | Torquay                                | 18. Młodzieżowe Mistrzostwa Europy Teamów | Juniorzy                               | Israel                                 | 7                                      |
| 2000                                   | Antalya                                | 17. Młodzieżowe Mistrzostwa Europy Teamów | Młodzież Szkolna                       | Israel                                 | 9                                      |
| 1998                                   | Wiedeń                                 | 16. Młodzieżowe Mistrzostwa Europy Teamów | Młodzież Szkolna                       | Israel                                 | 6                                      |

| Zawody europejskie. Konkurencja par | Zawody europejskie. Konkurencja par | Zawody europejskie. Konkurencja par | Zawody europejskie. Konkurencja par | Zawody europejskie. Konkurencja par | Zawody europejskie. Konkurencja par |
| Rok                                 | Miejsce                             | Zawody                              | Kategoria                           | Partner                             | Pozycja                             |
| ----------------------------------- | ----------------------------------- | ----------------------------------- | ----------------------------------- | ----------------------------------- | ----------------------------------- |
| 2013                                | Ostenda                             | 6. Otwarte Mistrzostwa Europy       | Open                                | Ron Pachtman                        | 5                                   |
| 2013                                | Ostenda                             | 6. Otwarte Mistrzostwa Europy       | Miksty                              | Roni Barr                           | 30                                  |
| 2011                                | Poznań                              | 5. Otwarte Mistrzostwa Europy       | Open                                | Ron Pachtman                        | 2                                   |
| 2009                                | San Remo                            | 4. Otwarte Mistrzostwa Europy       | Open                                | Ron Pachtman                        | 75                                  |
| 2007                                | Antalya                             | 3. Otwarte Mistrzostwa Europy       | Miksty                              | Olga Hertman                        | 53                                  |
| 2005                                | Teneryfa                            | 2. Otwarte Mistrzostwa Europy       | Open                                | Melih Özdil                         | 155                                 |

## Klasyfikacja
- Eldad Ginnosar – klasyfikacja WBF (ang.)
- Eldad Ginnosar – klasyfikacja EBL (ang.)